# Globină

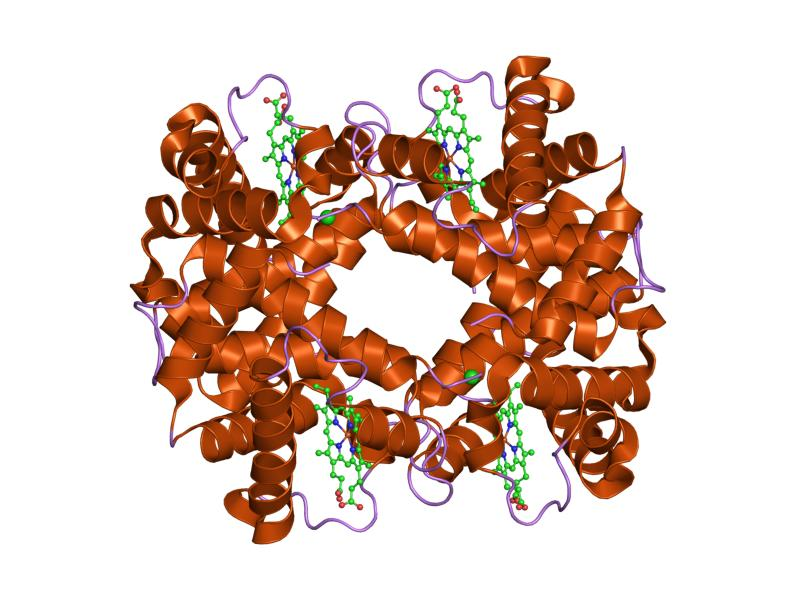
Structura tridimensională a dezoxihemoglobinei Rothschild 37 beta Trp----Arg

Globinele sunt o superfamilie de proteine globulare ce conțin hem, implicate în legarea și/sau transportul oxigenului în organism. Toate aceste proteine încorporează la nivel structural pliul globinic, care reprezintă o serie de opt segmente alfa-helicoidale. Doi reprezentanți importanți sunt mioglobina și hemoglobina. Ambele proteine se leagă reversibil de oxigen prin intermediul unei grupări prostetice heminice. Acestea sunt larg răspândite în multe organisme.